# خدمة نقل الاتصالات

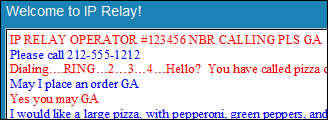
محادثة خدمة التتابع النموذجية

خدمة ترحيل الاتصالات ، والمعروفة أيضًا باسم TRS أو خدمة الترحيل أو ترحيل IP أو خدمة الترحيل عبر الويب، هي خدمة مشغل تتيح للأشخاص الصم أو ضعاف السمع أو الصم المكفوفين أو الذين يعانون من اضطرابات الكلام إجراء مكالمات مع مستخدمي الهواتف العادية عبر لوحة مفاتيح أو جهاز مساعد. في الأصل، صُممت خدمات الترحيل ليتم توصيلها عبر TDD أو آلة كاتبة عن بُعد (TTY) أو أي جهاز هاتف مساعد آخر. توسعت الخدمات تدريجيًا لتشمل تقريبًا أي تقنية تدعم الرسائل النصية في الوقت الفعلي، مثل أجهزة الكمبيوتر الشخصية والحواسيب المحمولة والهواتف المحمولة وأجهزة المساعد الرقمي الشخصي (PDA ) والعديد من الأجهزة الأخرى. اخترع عالم الصم روبرت ويتبريشت أول جهاز TTY عام ١٩٦٤. وأنشأت شركة كونفيرس كوميونيكيشنز في ولاية كونيتيكت أول خدمة ترحيل عام ١٩٧٤.

## أنواع الخدمات المتاحة
اعتمادًا على القدرات التقنية والبدنية للمستخدمين، والبيئات المادية المحيطة بهم، يمكن توفير أنواع مختلفة من المكالمات من خلال خدمات الترجمة الهاتفية.

### من إلى جهاز الطابعة عن بُعد/من جهاز الطابعة عن بُعد إلى الصوت
كانت مكالمات جهاز الطابعة عن بُعد سابقًا أكثر أنواع المكالمات عبر خدمات الترجمة الهاتفية شيوعًا، وتتمثل في مكالمة يجريها شخص أصم أو ضعيف السمع باستخدام جهاز الطابعة عن بُعد إلى شخص سامع. في هذا النوع من المكالمات، تُحوَّل الرسائل المكتوبة إلى رسائل صوتية من قِبل عامل الترجمة الهاتفية (ويُعرف أيضًا بمساعد الاتصال أو عامل الترجمة أو مساعد الترجمة أو وكيل الترجمة)، والعكس صحيح. وهذا يمكّن المتصلين الذين لا يستطيعون استخدام الهاتف العادي من إجراء مكالمات مع أشخاص يستخدمون الهاتف العادي، والعكس. عندما يكون الشخص السامع جاهزًا للرد، من المعتاد أن يقول "تفضل" أو "GA" للدلالة على أن دور مستخدم جهاز الطابعة عن بُعد قد حان للرد، وتُستخدم عبارات مثل "انتهيت من الكتابة" أو "SK" أو "جاهز لإنهاء المكالمة" عند إنهاء المكالمة، والعكس. وقد حلت وسائل أخرى مكان هذا النمط من الاتصال، بما في ذلك استخدام الترجمة عبر بروتوكول الإنترنت، وأجهزة الفيديو، وخدمة الترجمة المرئية، والترجمة المرئية عن بُعد.

### نقل الصوت
من الأنواع الشائعة من المكالمات: نقل الصوت، أو ما يُعرف اختصارًا بـ VCO. يتيح هذا النوع للشخص الأصم أو ضعيف السمع، الذي يستطيع التحدث، استخدام صوته في أثناء استلامه الردود من الشخص السامع عن طريق النص المكتوب من قِبل العامل. هناك العديد من أنواع VCO، بما في ذلك VCO بخطين وVCO مع الخصوصية.

#### VCO مع الخصوصية
لا يسمع العامل رسائل VCO التي ينطق بها المستخدم، ولا يحتاج مستخدم VCO إلى قول "GA". يسمع العامل الشخص السامع، ويجب على الشخص السامع قول "GA" كل مرة لتنبيه العامل بأن دور مستخدم VCO قد حان. لا يحتاج مستخدم VCO إلى قول "GA"، لأنه يكتبها أو يضغط على زر "VCO GA" في جهاز VCO عندما يحين دور المستخدم الصوتي للتحدث.

#### مذبذب VCO ثنائي الخط
يتيح هذا النوع لمستخدم VCO استخدام جهاز طابعة عن بُعد أو حاسوب للاتصال بعامل الترجمة، الذي يتصل بالمستخدم على خط هاتف ثانٍ مخصص للصوت. يضع المستخدم العامل في الانتظار لفترة قصيرة لتكوين مكالمة ثلاثية مع الشخص السامع. يُستخدم هذا الأسلوب بشكل متكرر من قبل الأشخاص ضعاف السمع الذين يرغبون في استخدام جزء من قدرتهم السمعية المتبقية، وأيضًا لتجنب قول "GA". مع VCO بخطين، يستطيع كل من مستخدم VCO والمستخدم الصوتي مقاطعة بعضهما البعض. ولا يمكن استخدام VCO مع الخصوصية مع VCO بخطين، لأن العامل والمستخدم والشخص السامع يكونون في مكالمة ثلاثية.

### نقل السمع
نوع أقل شيوعًا من المكالمات هو نقل السمع، HCO. يتيح هذا النوع للشخص الذي يعاني من إعاقة في النطق لكنه يستطيع السمع أن يستخدم سمعه أثناء إرسال ردوده إلى الشخص السامع عبر النص المكتوب. يقوم العامل بتحويل الرسائل المكتوبة إلى صوت، ثم يلتقط المستخدم هاتف الاستماع لسماع رد الشخص السامع. هناك العديد من أنواع HCO، بما في ذلك HCO بخطين وHCO مع الخصوصية.

#### HCO مع الخصوصية
لا يسمع العامل رسائل المستخدم الصوتي المنطوقة، ولا يحتاج المستخدم الصوتي إلى قول "GA". ينطق العامل بالنيابة عن الشخص الذي يعاني من إعاقة نطق، ويجب على هذا الشخص إعطاء "GA" كل مرة لتنبيه العامل بأن دور المستخدم الصوتي قد حان. لا يحتاج المستخدم الصوتي إلى قول "GA"، لأن مستخدم HCO يمكنه السمع عندما ينهي المستخدم الصوتي حديثه.

#### خطين من HCO
على غرار VCO بخطين، يتيح HCO بخطين للمستخدم الذي يستخدم جهاز طابعة عن بُعد أو حاسوب أن يتصل بالعامل، والذي يتصل به مجددًا على خط هاتف ثانٍ مخصص للصوت. يضع المستخدم العامل في الانتظار لفترة وجيزة لتكوين مكالمة ثلاثية. يُستخدم هذا الأسلوب من قبل أشخاص لديهم إعاقة نطق ويرغبون في استخدام جزء من قدرتهم على النطق، بالإضافة إلى تجنب كتابة "GA". ومع HCO بخطين، يمكن لمستخدم HCO والمستخدم الصوتي مقاطعة بعضهما. ولا يمكن استخدام HCO مع الخصوصية مع HCO بخطين، لأن العامل والمستخدم والشخص السامع في مكالمة ثلاثية.

### النطق إلى النطق
يوجد نوع خاص من الترجمة الهاتفية للأشخاص الذين يعانون من إعاقات نطق، ويُعرف باسم النطق إلى النطق STS. حيث يقوم عامل مدرَّب خصيصًا بإعادة نطق ما يقوله الشخص صاحب الإعاقة. يُستخدم STS غالبًا مع VCO من قبل الأشخاص الصم ممن لديهم نطق جزئي، وكذلك مستخدمي HCO بخطين. تتيح خدمة STS للأشخاص الذين لديهم إعاقات في النطق الاتصال بغيرهم من الأشخاص، سواء السامعين أو ذوي إعاقات مشابهة. كما تتيح للأشخاص السامعين الاتصال بأشخاص لديهم إعاقات في النطق. يمكن لأي شخص في الولايات المتحدة الاتصال بالرقم 711 وطلب خدمة STS، وهي متوفرة أيضًا في أستراليا ونيوزيلندا والسويد.
كثير من مستخدمي STS يعانون من الشلل الرعاش، أو الشلل الدماغي، أو التصلب الجانبي الضموري، أو التصلب المتعدد، أو الضمور العضلي، أو السكتة الدماغية. ويشمل المستخدمون الآخرون الأشخاص الذين يعانون من التأتأة أو الذين خضعوا لعملية استئصال الحنجرة. كما تساعد STS مستخدمي الأجهزة الناطقة وأجهزة التواصل المعزز والبديل AAC. يمكن لهؤلاء المستخدمين وضع أجهزتهم بجانب الهاتف، وطلب مساعدة العامل في إعداد المكالمة، وتوضيح استخدام AAC، ثم البقاء في الخلفية. ما يتيح لهم التواصل بشكل مستقل.

### نسخة للمكفوفين الصم
توجد خدمة "تيليبرايل" للأشخاص الصم المكفوفين، باستخدام جهاز طابعة عن بُعد مزود بلوحة مفاتيح بريل أو عادية وشاشة بريل قابلة للتحديث أو شاشة بصرية كبيرة. تشبه مكالمة الشخص الأصم الكفيف عبر الترجمة مكالمة الطابعة عن بُعد، لكن سرعة النص تُخفف ليسهل على المستخدم تتبع حركة البريل أو القراءة البصرية الكبيرة. يجب أن يكون عامل الترجمة على دراية باختصارات بريل. وبسبب صغر حجم لوحة مفاتيح تيليبرايل، يفضل بعض مستخدمي الطابعة عن بُعد من ذوي الإعاقات الحركية استخدامها، حتى لو لم يكونوا مكفوفين.

### الهاتف المصحوب بالتسميات
الهاتف المصحوب بالتسميات هو طريقة تواصل هجينة تتيح للأشخاص ضعاف السمع أو الصم شفهيًا أو من فقدوا سمعهم لاحقًا التحدث مباشرة في المكالمات الهاتفية. يعرض الهاتف ترجمات فورية لما يقوله الطرف الآخر أثناء المكالمة، وتُعرض هذه الترجمات على شاشة مدمجة في قاعدة الهاتف. يمكن أن يعمل الهاتف المصحوب بالتسميات مثل VCO عند تحويل الجهاز إلى وضع VCO، مما يسمح بالتواصل مع مستخدم HCO مباشرة دون استخدام خدمة الترجمة. يمكن تقديم الخدمة في بيئات الهاتف التقليدية أو من خلال بروتوكول الإنترنت.
يُنتج عامل الترجمة النصوص باستخدام برنامج التعرف على الصوت، حيث يستمع ويعيد نطق كلام الطرف السامع، فيحوّله البرنامج إلى نصوص تُعرض على شاشة الهاتف المصحوب بالتسميات.

#### خدمة الهاتف المصحوب بالتسميات عبر بروتوكول الإنترنت
تشبه خدمة الهاتف المصحوب بالتسميات عبر بروتوكول الإنترنت الخدمات الأخرى، حيث تتيح للمستخدمين ممن لديهم بقايا سمعية ويستطيعون التحدث، الاستماع والقراءة في آنٍ واحد لما يقوله الطرف الآخر. تستخدم هذه الخدمة الإنترنت بدلًا من الشبكة الهاتفية لتوفير الاتصال والترجمة بين المستخدم ومزود الخدمة.
قبل عام ٢٠٠٥، كانت هذه الخدمة متاحة فقط في الولايات التي تضمنت الهاتف المصحوب بالتسميات في برنامج الترجمة الخاص بها. وفي عام ٢٠٠٥، أصبحت جزءًا من الخدمات المفروضة اتحاديًا.
تتطلب هذه الخدمة اتصالًا بالإنترنت لتوصيل النصوص. ويعتمد الصوت على الهاتف الأرضي، لكن بعض الإعدادات تسمح باستخدام بروتوكول الإنترنت لنقل الصوت، مما أتاح استخدام الهواتف الذكية والأجهزة اللوحية.

#### الهاتف المصحوب بالتسميات بخطين
يمكن استخدام الهاتف المصحوب بالتسميات مع خطين، ما يفيد المستخدمين الذين يفضلون إعطاء رقم منزلهم فقط، أو الذين يودون تشغيل وإيقاف الترجمات خلال المكالمة. ويمكن أيضًا استخدامه مع خدمات ترجمة أخرى، مثل STS للأشخاص الذين لديهم إعاقة نطق. هذه الخدمة متاحة فقط في الولايات التي تقدمها ضمن خدمات الترجمة، أو للموظفين والمتعاقدين الفيدراليين، أو للسكان الأصليين.

#### الهاتف المصحوب بالتسميات عبر الويب
يتيح هذا النوع إجراء مكالمات هاتفية مع عرض النصوص عبر نافذة متصفح الويب على الحاسوب أو الهاتف الذكي. يشبه المكالمة الهاتفية المصحوبة بالتسميات التقليدية، لكن باستخدام هاتف المستخدم الخاص، وتُعرض النصوص على الإنترنت بدلًا من شاشة الهاتف.

### أنواع أخرى
توجد أنواع أخرى عديدة، مثل VCO إلى VCO، HCO إلى HCO، HCO إلى طابعة عن بُعد، وVCO إلى طابعة عن بُعد. في جوهرها، تتيح خدمات الترجمة الهاتفية ربط أي متصلين بقدرات مختلفة عبر الشبكة الهاتفية. ويمكن لمستخدمي الصوت في الولايات المتحدة الاتصال بالرقم 711 للوصول إلى الخدمة، ثم اتباع التعليمات لإكمال المكالمة.

### خدمات الترجمة عبر الإنترنت
خدمات الترجمة عبر بروتوكول الإنترنت، والمعروفة في أوروبا باسم خدمات الترجمة النصية عبر الإنترنت، تؤدي وظائف مشابهة لخدمات الطابعة عن بُعد التقليدية. لكنها تستخدم الإنترنت والبرمجيات على الحواسيب أو الهواتف الذكية بدلًا من الخطوط الهاتفية والأجهزة.
عند استخدام هذه الخدمة في مكالمة طوارئ مثل 911 أو 112، يطلب العامل عنوان الشارع والمدينة والولاية. إذا لم تُقدم هذه المعلومات، لن يتمكن العامل من إكمال المكالمة.
تدعم معظم خدمات نقل البيانات عبر بروتوكول الإنترنت متصفحات الويب ، وتطبيقات الهواتف المحمولة ، والرسائل النصية ، وبروتوكول WAP ، والمراسلة الفورية ، وخدمة الرسائل النصية عبر بروتوكول الإنترنت (ToIP). وقد أتاح دعم هذه التقنيات استخدام العديد من الأجهزة المتصلة بالإنترنت مع خدمات نقل البيانات، بما في ذلك أجهزة الكمبيوتر المكتبية والمحمولة، والهواتف المحمولة ، وأجهزة المساعد الرقمي الشخصي (PDA ).

### خدمة الترجمة المرئية
تتيح خدمة الترجمة المرئية للأشخاص الذين يستخدمون لغة الإشارة إجراء المكالمات عبر الإشارة بدلًا من الكتابة. حيث يقوم المترجم المرئي باستخدام كاميرا ويب أو هاتف فيديو لتحويل الإشارات إلى صوت للشخص السامع، والعكس.

### الترجمة المرئية عن بُعد
تتيح الترجمة المرئية عن بُعد للأشخاص الصم أو ضعاف السمع الذين يستخدمون لغة الإشارة التواصل مع أشخاص سامعين في نفس الغرفة. تحل هذه الخدمة مشكلة عدم إمكانية استخدام الترجمة المرئية إذا كان الشخص السامع في نفس المكان. وتُعد مفيدة في الاجتماعات، والمواعيد الطبية، والإجراءات الجراحية البسيطة، والجلسات القضائية.

## إتاحة الوصول
في كندا والولايات المتحدة، يُستخدم الرقم 711 كرقم مخصص لخدمة الترجمة الهاتفية.
في الولايات المتحدة، يُطلب من جميع شركات الهاتف توصيل المتصلين الذين يطلبون الرقم 711 بمركز اتصال لخدمة الترجمة الهاتفية من خلال رقم يعمل. في تموز 2007، قررت لجنة الاتصالات الفيدرالية أن متطلب الرقم 711 يشمل أيضًا خدمات الهاتف عبر بروتوكول الإنترنت.
يمكن لأي شخص استخدام الرقم 711؛ فهو ليس مقتصرًا على الأشخاص الصم أو ضعاف السمع أو ذوي الإعاقة في النطق. ولذلك، تم استخدامه من قبل أشخاص لا يعانون من إعاقات سمعية أو نطقية لإجراء مكالمات بعيدة المدى مجانًا من خلال مزودي خدمات الترجمة الذين لا يفرضون رسومًا على هذه المكالمات. يدافع المزودون عن هذا الاستخدام بوصفه شرًا لا بد منه من أجل الحفاظ على "الشفافية"، أي أن يظل دور العامل وآلية الترجمة غير ملحوظَين قدر الإمكان أثناء المكالمة. ويتطلب ذلك أن تكون خدمات الترجمة الهاتفية سهلة الاستخدام تمامًا مثل الهواتف العادية، التي لا تطلب من مستخدميها إثبات أي شيء. ويدافع قادة المجتمع الأصم عن هذا القرار ويحتفظون عمومًا بدعم قوي بين مستخدمي الخدمة من ذوي الإعاقات السمعية والنطقية.

## الاستخدامات الاحتيالية في الولايات المتحدة
أدى هيكل خدمات الترجمة المفتوح إلى العديد من الشكاوى بشأن استخدامها كوسيلة للاحتيال. في عام 2004، نشرت وسائل إعلام مثل إم إس إن بي سي وعدة صحف، بما فيها صحيفة بالتيمور سيتي بيبر، تقارير عن إساءة استخدام النظام، مثل متصلين من مواقع دولية يتصلون بشركات داخل الولايات المتحدة لشراء بضائع بطريقة احتيالية. كما ظهرت شكاوى كثيرة، خصوصًا من أولئك الذين كانوا يعملون كمترجمين هاتفيين، عن مكالمات تُعرف باسم "مكالمات المزاح"، حيث لا يكون أي من الطرفين بحاجة إلى الخدمة، وإنما يجري المتصل المكالمة للمرح فقط باستخدام وسيلة اتصال جديدة. في كانون الأول 2006، بثت شبكة إن بي سي تقريرًا آخر تحدث فيه عاملون سابقون عن أن "٨٥ إلى ٩٠ بالمئة" من المكالمات كانت عمليات احتيال. وبما أنه من غير القانوني لشركات الترجمة الهاتفية الاحتفاظ بسجلات، فإن المستخدمين المحتالين يمكنهم العمل دون عقاب. وقد تم الاستشهاد بنوعي المكالمات الاحتيالية كمبرر لمزيد من التنظيم لخدمات الترجمة، وكسبب في طول أوقات الانتظار التي يتحملها المستخدمون الشرعيون. ولا تستطيع معظم الشركات قانونيًا حظر مكالمات الترجمة بسبب ضرورة استيعاب المستخدمين الشرعيين، لكن الشركات التي تتعرض للمزاح أو الاحتيال بشكل متكرر غالبًا ما تتوقف عن الوثوق بمكالمات الترجمة أو تغلق الخط في وجهها، لصعوبة التمييز بين المستخدمين الشرعيين وغير الشرعيين؛ ما يُعد أحد أشكال الإضرار بالمستخدمين الحقيقيين، بالإضافة إلى تعطيل الخدمة عليهم.
في عام 2006، أطلقت لجنة الاتصالات الفيدرالية حملة لجمع آراء الشركات المعتمدة لتقديم خدمات الترجمة عبر بروتوكول الإنترنت داخل الولايات المتحدة لمكافحة موجة عمليات الاحتيال والمزاح التي تتم عبر هذه الخدمة. وكما ورد في الوثيقة الصادرة عن اللجنة، يمكن للمستخدمين على خدمات الترجمة عبر بروتوكول الإنترنت إجراء مكالماتهم دون الكشف عن هويتهم، مما يمنع التأكد من كون المستخدم بحاجة فعلية لمساعدة عامل الترجمة. إضافة إلى ذلك، فإن المكالمات الاحتيالية بأي شكل من الأشكال تكلف الشعب الأمريكي ملايين الدولارات سنويًا (استنادًا إلى رسم ١.٢٩٣ دولار لكل دقيقة يُدفع لمزودي الخدمة عن كل مكالمة مكتملة عبر بروتوكول الإنترنت).
بدءًا من تشرين الثاني 2009، ومن أجل المساعدة في التصدي لمشكلة الاستخدام الاحتيالي، بدأت لجنة الاتصالات الفيدرالية تطلب من جميع مستخدمي خدمة الترجمة عبر بروتوكول الإنترنت تسجيل أسمائهم التعريفية لدى مزود خدمة افتراضي. هذا، إلى جانب جهود مزودي الخدمة في توعية المستخدمين السامعين حول مخاطر الاستخدام الاحتيالي (ما جعله أقل جاذبية للمحتالين الذين لم يعد لديهم جمهور غير مُلم يمكن استغلاله)، وجهود أخرى، ساهم بشكل كبير في تقليل عدد المكالمات الاحتيالية على نظام الترجمة عبر بروتوكول الإنترنت.
في آذار 2012، أعلنت الحكومة الفيدرالية في الولايات المتحدة عن دعوى قضائية ضد شركة إيه تي آند تي. وجاء في الاتهامات أن الشركة "انتهكت قانون المطالبات الزائفة من خلال تسهيلها والسعي للحصول على مدفوعات اتحادية مقابل مكالمات الترجمة عبر بروتوكول الإنترنت التي يجريها متصلون دوليون غير مؤهلين للخدمة، وكانوا ينوون استخدامها لأغراض احتيالية". وتزعم الشكوى أن شركة إيه تي آند تي، خوفًا من انخفاض حجم المكالمات الاحتيالية بعد انتهاء مهلة التسجيل، اعتمدت نظام تسجيل غير متوافق لم يتحقق مما إذا كان المستخدم مقيمًا داخل الولايات المتحدة. وتضيف الشكوى أن الشركة استمرت في استخدام هذا النظام رغم علمها بأنه يسهّل استخدام خدمة الترجمة من قبل متصلين أجانب محتالين، الذين شكلوا ما يصل إلى ٩٥٪ من حجم مكالمات الشركة. وتزعم شكوى الحكومة أن شركة إيه تي آند تي قامت بتحصيل مبالغ من صندوق خدمة الترجمة مقابل هذه المكالمات، وتلقت ملايين الدولارات من المدفوعات الفيدرالية نتيجة لذلك.

## روابط خارجية
- كابتل
- حقائق المستهلك من لجنة الاتصالات الفيدرالية
- كيفية شراء هاتف CapTel - 9 فبراير 2009
- "هاميلتون ويب كابتيل" - ٩ فبراير ٢٠٠٩
- "Sprint WebCapTel" - ٩ فبراير ٢٠٠٩